# 오이타정
오이타정(大分町)은 오이타현 오이타군에 설치되었던 정이다. 현재의 오이타시에 해당한다.

## 개요
1955년 2월 1일에 오이타현 오이타군 요다무라, 히가시노무라, 가라이 촌이 합병(신설 합병)해 오이타 촌이 발족.2년 후인 1957년 4월 1일)에 정제를 시행해 오이타 정이 되었다.
1963년 3월 10일에는 오이타시, 쓰루자키시, 오이타군 오미나미정, 기타아마베군 오제촌, 히가시사카노시정과 합병(신설 합병)해 새롭게 오이타시가 되어 오이타정은 소멸했다.
오이타 정은 1963년 합병 당시 오이타 시의 시역에서는 남서부를 차지하고 노쓰바라 정 등이 오이타 시에 편입되었기 때문에 현재의 오이타 시의 시역은 남서쪽으로도 넓어지고 있다), 합병 후에는 사쓰바라 지구로 불리고 있다.오이타 시청의 지소로 사타 지소가 설치되어 있다.
오이타 촌·오이타 정이 존속한 것은 통산 약 8년으로 비교적 짧은 기간이었지만, 이 기간 오이타 현내에는 오이타 시와 오이타 촌·오이타 정이 인접해 병존하고 있었던 셈이다. 또 오이타시는 1889년 출범부터 1911년의 시제 시행까지는 오이타 정이라는 명칭이었기 때문에 1957년 출범한 오이타 정은 2대째 오이타 정이 된다.덧붙여 초대 오이타 정과 2대째 오이타 정의 정역은 인접하지만 겹치지는 않았다.

## 교통

### 철도
- 일본국유철도(국철)
  - 규다이 본선